# Фосфид дирутения
Фосфид дирутения — бинарное неорганическое соединение
рутения и фосфора
с формулой Ru2P,
кристаллы.

## Получение
- Сплавление стехиометрических количеств чистых веществ:

{\displaystyle {\mathsf {2Ru+P\ {\xrightarrow {1500^{o}C}}\ Ru_{2}P}}}

## Физические свойства
Фосфид дирутения образует кристаллы
ромбической сингонии, параметры ячейки a = 0,5902 нм, b = 0,3859 нм, c = 0,6896 нм, Z = 4,
структура типа дихлорида свинца PbCl2 (фосфида дикобальта Co2P)
.
Соединение конгруэнтно плавится при температуре 1500°C .

## Применение
- Катализатор в неорганическом синтезе [4].